# Eitea (Acamantide)
Eitea (in greco antico: Εἰτέα?, Eitéa) era un demo dell'Attica situato a nord-est di Atene. Si sa poco sul suo conto e gli storici non sono concordi nell'attribuirlo alla trittia dell'asty o della mesogea.